# Atanas Kossev
Atanas Kossev (født 10. marts 1934 i Rousse, Bulgarien - død 7. februar 2021) var en bulgarsk komponist, dirigent og producent.
Kossev studerede komposition på The Pancho Vladigerov State Academy of Music. Han har skrevet en symfoni, orkesterværker, kammermusik, scenemusik, korværker, en opera, balletmusik, musicals, koncerter etc. Han var grundlægger og dirigent for det første ungdoms symfoniorkester i sin fødeby Rousse. Kossev var også producent på både bulgarsk tv og radio.

## Udvalgte værker
- Symfoni "1300" (1981) - for orkester
- Klaverkoncert (1984) - for klaver og orkester
- Koncert (1999) - for orkester
- "Klagesang" (1988) - for kor